# Joel Waterman
Pour les articles homonymes, voir Waterman.
Joel Waterman, né le 24 janvier 1996 à Langley en Colombie-Britannique, est un joueur international canadien de soccer. Il joue au poste de défenseur central au CF Montréal en MLS.

## Biographie
Natif d'Aldergrove en Colombie-Britannique, Joel Waterman commence le soccer à l'Aldergrove SC,,. Puis, il rejoint Langley United, avant d'intégrer Surrey United,.
En 2013, il participe aux Jeux du Canada d'été avec la Colombie-Britannique,. Il a également eu un bref essai avec les Whitecaps de Vancouver,.
Puis, il obtient son diplôme de secondaire à l'école secondaire communautaire d'Aldergrove en 2014. Il joue ensuite au soccer au niveau universitaire à l'Université Trinity Western, à Langley,,. Il obtient son BA en médias et communication, en avril 2018.

### Parcours universitaire

#### Débuts universitaires avec les Spartans (2014-2016)
Le 5 septembre 2014, Joel Waterman participe à son premier match avec les Spartans (en) face aux Cascades de Fraser Valley (en) (victoire 1-0). Le 27 septembre suivant, il délivre sa première passe décisive en faveur de son coéquipier Vito Poletto face au WolfPack de Thompson Rivers (en) (victoire 1-0). Lors de sa première année en tant que rookie, il dispute dix rencontres.
La saison suivante, il inscrit son premier but avec les Spartans et adresse également une passe décisive à Jarvis Ambaka, face au WolfPack de Thompson Rivers, lors d'une victoire 1-3, le 12 septembre 2015,. Les Spartans se qualifient pour les séries éliminatoires du Canada West pour la première fois depuis 2012. Ils remportent le quart de finale face aux Dinos de Calgary et accèdent au Final Four. Puis, les Spartans s'inclinent face aux Vikes de Victoria en demi-finale, et ensuite face aux Cascades de Fraser Valley au match de la troisième place. il n’a obtenu que six titularisations au cours de sa deuxième année.
Lors de la saison 2016, les Spartans participent une nouvelle fois aux séries éliminatoires du Canada West. Ils remportent le  quart de finale face aux Cougars de Mount Royal (en) et accèdent encore au Final Four,. Malgré une défaite en demi-finale face aux Golden Bears de l'Alberta, les Spartans remportent le match de la troisième place face aux Dinos de Calgary. Waterman remporte ainsi sa première médaille de bronze.

#### Titulaire indiscutable lors de ses dernières années d'étude (2017-2018)
Il manque la première moitié de la saison 2017 en raison d’une blessure à la cheville, subie lors d'une rencontre hors conférence face aux Falcons de Seattle Pacific (en). Le 23 septembre, il dispute son premier match de la saison — après avoir manqué les huit premières rencontres — face aux Golden Bears de l'Alberta. Il inscrit également son premier but de la saison et participe ainsi à la victoire de son équipe par deux buts à zéro. Le lendemain, il inscrit l'unique but de la rencontre face aux Dinos de Calgary. Une semaine plus tard, il inscrit son troisième but lors d'un match nul 3-3 à l'extérieur, face au WolfPack de Thompson Rivers. Il récidive cinq jours plus tard, face aux Cascades de Fraser Valley. Il inscrit son quatrième but en cinq matchs. Le 28 octobre, lors du quart de finale du Canada West, il réalise une bonne performance face aux Dinos de Calgary avec un but et deux passes décisives qui permettent aux Spartans de se qualifier pour le Final Four. Depuis son retour de blessure, il a inscrit six buts et trois passes décisives en neuf matchs. En finale, ils s'inclinent face aux Thunderbirds de l'UBC après prolongation (3-2).
Au début de la saison 2018, il est nommé capitaine des Spartans,,. Après sa victoire aux tirs au but face aux Dinos de Calgary, les Spartans se qualifient une nouvelle fois pour le Final Four le 27 octobre,. Quatre jours plus tard, il est nommé dans la première équipe d’étoiles du Canada West,,,. Ils remportent la demi-finale face au WolfPack de Thompson Rivers et se qualifient pour le championnat universitaire (en) pour la première fois depuis 2009,. Pour la deuxième année consécutive, Waterman et son équipe perdent une nouvelle fois face aux Thunderbirds de l'UBC en finale du Canada West. Lors du championnat universitaire, il gagne la première rencontre aux tirs au but, face aux Lions de York,,. Puis, les Spartans s'inclinent face aux Carabins de Montréal en demi-finale, et ensuite face aux Ravens de Carleton au match de la troisième place. En 72 rencontres, il inscrit onze buts et sept passes décisives avec les Spartans de Trinity Western (en).

#### Passage en PDL pendant la relâche estivale (2016-2018)
Joel Waterman continue à jouer au soccer pendant la relâche estivale, lorsqu'il rejoint les Pumas de Kitsap en Premier Development League,,. Le 16 mai 2016, il fait ses débuts en PDL face aux Rovers de TSS (défaite 2-1). Quatre jours plus tard, il dispute sa première rencontre en tant que titulaire contre la même équipe (1-1). Il dispute quatorze matchs, dont trois en U.S. Open Cup avec les Pumas,.
L'été suivant, il rejoint les Rovers de TSS qui évoluent également en PDL,,,. Il dispute onze matchs avec les Rovers. Au cours de l'été 2018, il rejoint les Foothills de Calgary, une autre équipe de PDL,,. Le 23 juin 2018, il délivre sa première passe décisive en PDL contre les Rovers de TSS (victoire 5-1). Puis, le 4 août, il remporte la finale du championnat (en) face à Reading United,,. Il dispute dix-sept matchs avec les Foothills.

### Carrière en club

#### Débuts professionnels au Cavalry FC (2019)
Le 12 novembre 2018, le Cavalry FC sélectionne Joel Waterman lors du deuxième tour (quatorzième choix au total) du repêchage universitaire de la Première ligue canadienne naissante,. Il signe son premier contrat professionnel le 6 février 2019, où il retrouve son ancien entraîneur des Foothills Tommy Wheeldon Jr. (en),. Le 4 mai, il fait ses débuts en tant que titulaire face au York9 FC, lors de la première victoire du Cavalry en Première ligue canadienne. Le 22 juin, il remporte le tournoi printanier,. Il inscrit son premier but professionnel pour le Cavalry le 5 octobre face aux Wanderers d'Halifax en fin de rencontre,. Le 19 octobre suivant, il remporte le tournoi automnal lors de la victoire 3 buts à 1 face au FC Edmonton et gagne également la Wildrose Cup (en),
. Lors de la finale aller du championnat face au Forge FC, il est expulsé en première mi-temps. Il manque ainsi le match retour, malgré l'appel du club pour annuler son carton rouge,. Il signe un nouveau contrat avec les Cavs le 19 décembre. Il inscrit un but et trois passes décisives en vingt-cinq matchs pour sa première saison professionnelle,.

#### Découverte de la MLS avec Montréal (depuis 2020)
Le 14 janvier 2020, il est transféré à l'Impact de Montréal et s'engage pour deux ans, avec deux saisons en option,. Les détails financiers de l’acquisition, incluant la valeur du transfert, n’ont pas été dévoilés. Il devient le premier joueur à être transféré d’un club de Première ligue canadienne à une franchise de Major League Soccer,,. Il est également devenu le premier Spartan (en) à signer un contrat MLS.
Le 19 février 2020, il dispute son premier match avec l'Impact en Ligue des champions de la CONCACAF, face au Deportivo Saprissa. Lors de ce match, il entre à la 14e minute de la rencontre, à la suite de la blessure de Rudy Camacho (2-2),,. Au match retour des huitièmes de finale, le 26 février, il entre en jeu à la mi-temps à la place du capitaine Jukka Raitala, sorti sur blessure (0-0),. Trois jours plus tard, il est titularisé pour la première fois en MLS face au Revolution de la Nouvelle-Angleterre (victoire 2-1) où il délivre sa première passe décisive pour Romell Quioto,.
La saison suivante, il commence la saison comme remplaçant d'Aljaž Struna et s'impose progressivement comme titulaire au sein de la défense centrale. Il remporte son premier trophée avec Montréal, avec la victoire 1-0 sur le Toronto FC en championnat canadien. Il prolonge son contrat avec Montréal pour une année supplémentaire le 30 novembre 2021. Selon Wilfried Nancy, il est le joueur qui s’est le plus amélioré au cours de cette saison.
Le 7 mai 2022, il inscrit son premier but en MLS contre le Orlando City SC, lors d'une large victoire de 4-1. Le CF Montréal établit un nouveau record en alignant un septième match de suite sans défaite en MLS. Le 28 mai suivant, il inscrit son deuxième but en MLS contre le FC Cincinnati lors de la victoire folle (4-3). Il égale un record du Bleu-blanc-noir avec un septième but marqué par un défenseur en MLS, marque établie en 2013 et 2021.
Indisponible pour les deux premières rencontres de la saison 2023 en raison d'une blessure mineure contractée quelques minutes avant la partie inaugurale face à l'Inter Miami CF, Joel Waterman prend part à son premier match avec Montréal le 11 mars contre le Nashville SC. Quelques jours plus tard, le club annonce la prolongation de son contrat jusqu'au terme de l'exercice 2024, avec une année supplémentaire en option,.
Pour la saison 2024, il est nommé cocapitaine avec Samuel Piette et Victor Wanyama.

### Carrière internationale
Joel Waterman participe à son premier rassemblement des Rouges en janvier 2021,,,. Il devient le premier joueur des Spartans de Trinity Western (en) à prendre part à un camp de l'équipe canadienne sénior,.
Le 21 mars 2021, il est appelé en sélection canadienne pour la première fois par le sélectionneur John Herdman pour participer à deux matchs des éliminatoires de la Coupe du monde 2022, contre les Bermudes puis face aux îles Caïmans,. Il devient par la même occasion le premier Spartan sélectionné en équipe nationale canadienne. Il reste sur le banc lors des deux matchs.
Le 16 septembre 2022, il est rappelé en sélection canadienne pour deux matchs amicaux, face au Qatar et à l'Uruguay, en prévision de la Coupe du monde,. Il reste sur le banc lors des deux matchs,.
Le 13 novembre 2022, il est sélectionné par John Herdman pour participer à la Coupe du monde 2022,.
En mars 2025, il est sélectionné par l'équipe canadienne de soccer masculin pour jouer aux demi-finales de la Ligue des nations de la Concacaf.

## Statistiques

### Statistiques en club
| Saison                | Club                  | Championnat           | Championnat | Championnat | Championnat | Coupe(s) nationale(s) | Coupe(s) nationale(s) | Coupe(s) nationale(s) | Compétition(s) continentale(s) | Compétition(s) continentale(s) | Compétition(s) continentale(s) | Compétition(s) continentale(s) | Séries | Séries | Séries | Canada | Canada | Canada | Total | Total | Total |
| Saison                | Club                  | Division              | M.          | B.          | P.d.        | M.                    | B.                    | P.d.                  | Comp.                          | M.                             | B.                             | P.d.                           | M.     | B.     | P.d.   | M.     | B.     | P.d.   | M.    | B.    | P.d.  |
| 2019                  | Cavalry FC            | PLCan                 | 21          | 1           | 2           | 3                     | 0                     | 0                     | -                              | -                              | -                              | -                              | 1      | 0      | 0      | -      | -      | -      | 25    | 1     | 2     |
| 2020                  | Impact de Montréal    | MLS                   | 7           | 0           | 1           | -                     | -                     | -                     | LCC                            | 3                              | 0                              | 0                              | -      | -      | -      | -      | -      | -      | 10    | 0     | 1     |
| 2021                  | CF Montréal           | MLS                   | 22          | 0           | 2           | 3                     | 0                     | 0                     | -                              | -                              | -                              | -                              | -      | -      | -      | -      | -      | -      | 25    | 0     | 2     |
| 2022                  | CF Montréal           | MLS                   | 30          | 3           | 2           | 1                     | 0                     | 0                     | LCC                            | 3                              | 0                              | 0                              | 2      | 0      | 0      | 2      | 0      | 0      | 38    | 3     | 2     |
| 2023                  | CF Montréal           | MLS                   | 28          | 1           | 1           | 3                     | 0                     | 0                     | LC                             | 2                              | 0                              | 0                              | -      | -      | -      | -      | -      | -      | 33    | 1     | 1     |
| 2024                  | CF Montréal           | MLS                   | 25          | 0           | 0           | 1                     | 0                     | 0                     | LC                             | 3                              | 0                              | 0                              | 1      | 0      | 0      | 4      | 0      | 0      | 34    | 0     | 0     |
| 2025                  | CF Montréal           | MLS                   | 18          | 0           | 1           | 3                     | 1                     | 0                     | LC                             | 3                              | 0                              | 0                              | -      | -      | -      | 4      | 0      | 0      | 28    | 1     | 1     |
| Sous-total            | Sous-total            | Sous-total            | 130         | 4           | 7           | 11                    | 1                     | 0                     | -                              | 14                             | 0                              | 0                              | 3      | 0      | 0      | 10     | 0      | 0      | 168   | 5     | 7     |
| Total sur la carrière | Total sur la carrière | Total sur la carrière | 151         | 5           | 9           | 14                    | 1                     | 0                     | -                              | 14                             | 0                              | 0                              | 4      | 0      | 0      | 10     | 0      | 0      | 193   | 6     | 9     |

## Palmarès

### En club
Spartans de Trinity Western (en)
- Finaliste du Canada West en 2017 et 2018
- Troisième du Canada West en 2016

 Foothills de Calgary
- Vainqueur de la Premier Development League en 2018 (en)

 Cavalry FC
- Vainqueur des tournois printanier et automnal en 2019
- Finaliste de la Première ligue canadienne en 2019

 CF Montréal
- Vainqueur du championnat canadien en 2021

### Distinctions personnelles
- Membre de la première équipe d’étoiles du Canada West en 2018.